# Dema Kovalenko
Pour les articles homonymes, voir Kovalenko.
Dmytro (Dema) Kovalenko (en ukrainien : Дмитро (Діма) Коваленко) est un footballeur ukrainien, né le 28 août 1977 à Kiev, en RSS d'Ukraine (Union soviétique).
Lors des saisons 2006 et 2007 de la Major League Soccer, il joue pour le Red Bull New York. Il est transféré en 2008 au Real Salt Lake en échange d'un choix supplémentaire lors du Superdraft de 2010.

## Clubs
- 1999-2001 :  Chicago Fire
- 2001-2002 :  FC St. Pauli (en prêt)
- 2002 :  Chicago Fire
- 2003-2005 :  D.C. United
- 2006 :  Metalurg Zaporijjye
- 2006-2007:  Red Bull New York
- 2008-2009 :  Real Salt Lake
- 2009-2010 :  Los Angeles Galaxy